# 32 декабря (фильм)
«32 декабря» — российская кинокомедия с элементами фантастики. Премьера состоялась в 2004 году.

## Сюжет
Трое пожилых друзей, в том числе бывший гипнотизёр и немолодая, но не утратившая обаяния, Маргарита Николаевна, проживают в загородном доме престарелых. Готовясь к встрече Нового года, они письменно обращаются со своими просьбами к Санта-Клаусу. В результате гипнотизёр вновь обретает свои способности. А в новогоднюю ночь исполняется самое заветное желание всех троих — хотя бы на одну ночь снова стать молодыми.

## В ролях
- Андрей Мягков — Сергей Петрович
- Армен Джигарханян — Карен Завенович
- Ада Роговцева — Маргарита Николаевна
- Алексей Чадов — Антон / Сергей в молодости
- Василий Слюсаренко — Карен в молодости
- Алла Юганова — Маргарита в молодости
- Николай Караченцов — дворник
- Юрий Беляев — Джокер
- Фёдор Добронравов — шулер Гек
- Сергей Астахов — шулер Чук
- Ольга Сутулова — Ника, невеста Антона
- Лариса Кузнецова — Вера, мама Антона
- Виктор Раков — Вадим, папа Антона
- Евгения Добровольская — Маша
- Сергей Угрюмов — Паша
- Владимир Меньшов — Юрий Иванович

## Съёмочная группа
- Авторы сценария: Алексей Колмогоров, Владимир Ерёмин
- Режиссёр: Александр Муратов
- Оператор: Валерий Мартынов
- Песни (в авторском исполнении): Вероника Долина